# Kvarteret Landbyska verket

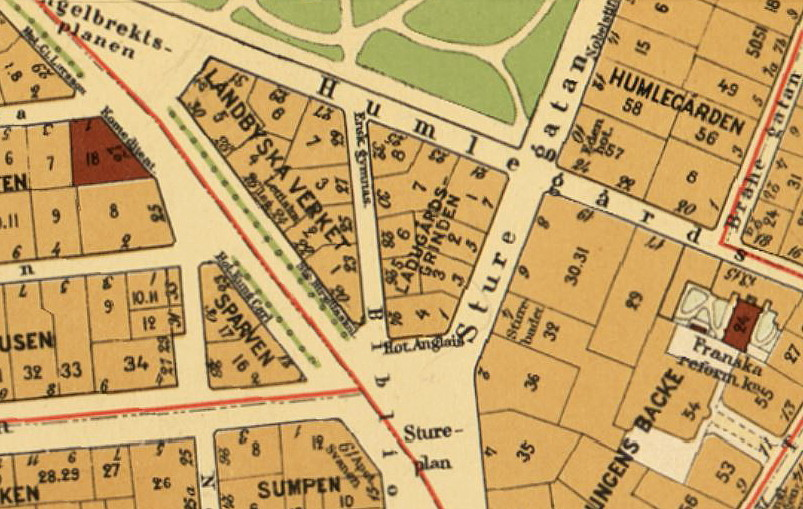
Kvarteren Ladugårdsgrinden och Landbyska verket, 1930-tal.

Kvarteret Landbyska verket ligger på Östermalm i Stockholm. Kvarteret sträcker sig på ett kilformat område  mellan Stureplan, Engelbrektsplan och Humlegården och begränsas av Biblioteksgatan i öster, Birger Jarlsgatan i sydväst och Humlegårdsgatan i norr. Kvarteret bestod ursprungligen av sju fastigheter, idag av fem: Landbyska verket 1, 4, 8, 9 och 10.

## Historik

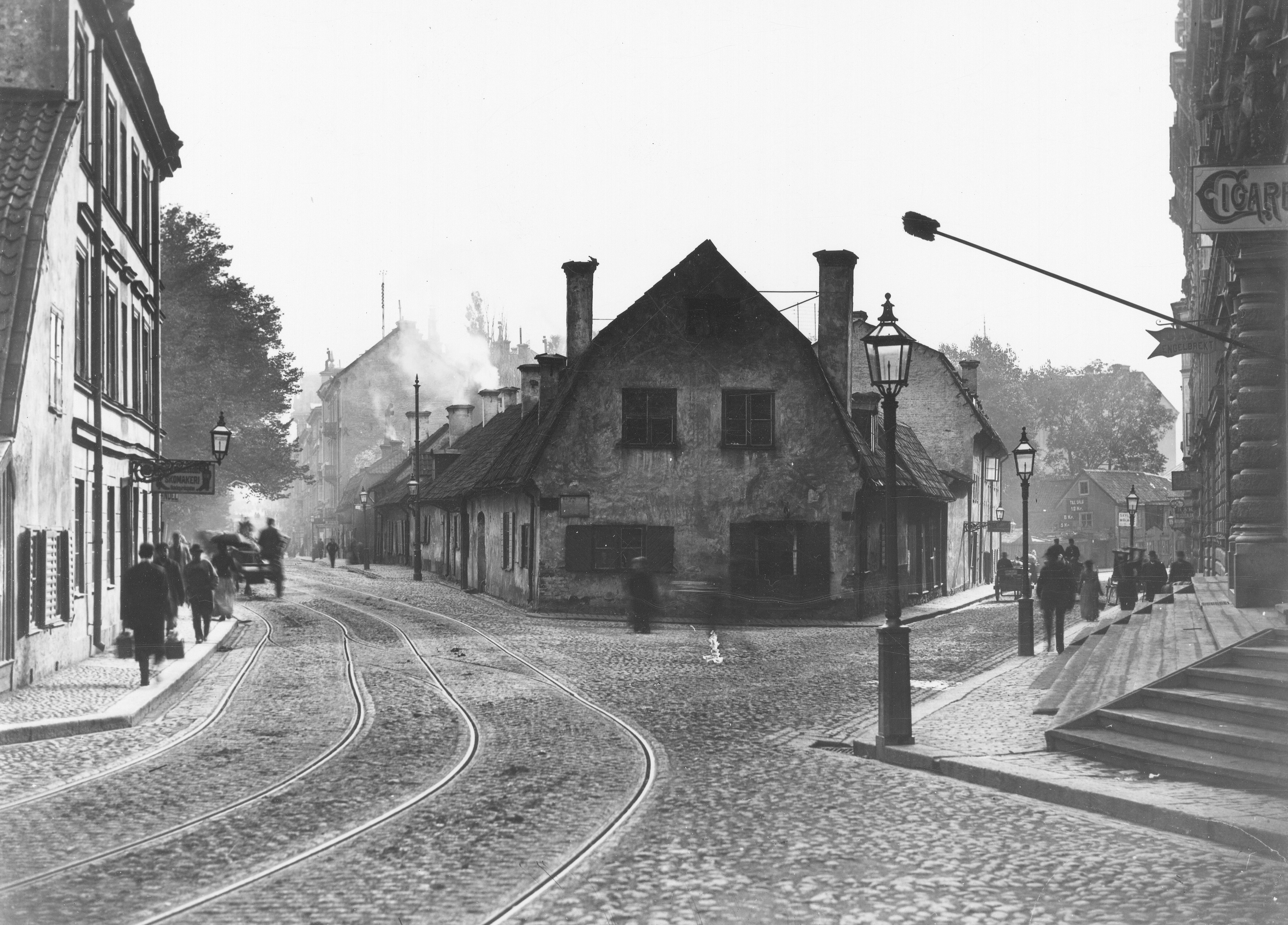
Kåkbebyggelsen på nuvarande Engelbrektsplan omkring 1890.

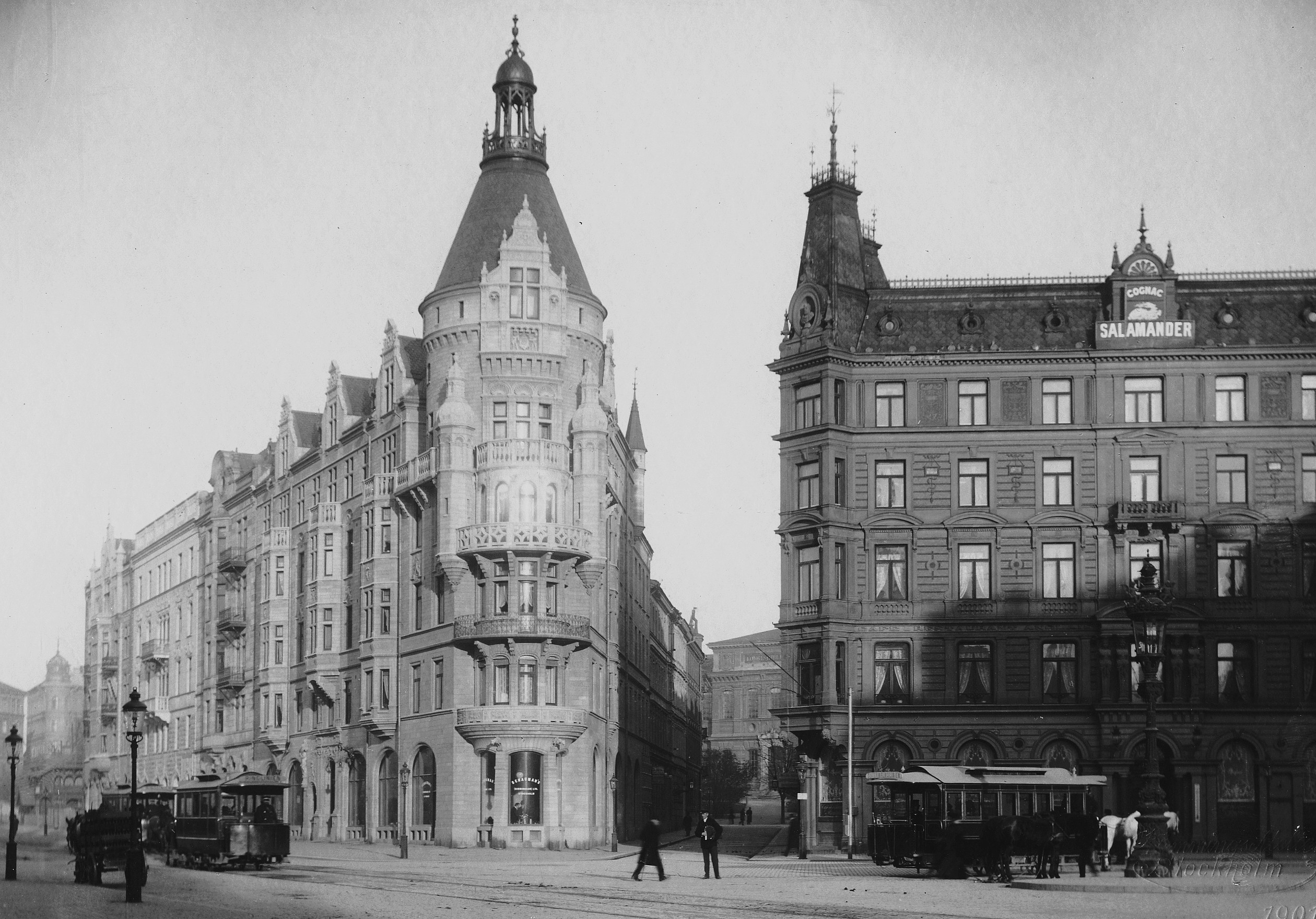
Kvarterets mest kända byggnad: Daneliuska huset, foto från 1900.

Kvarteret Landbyska verket var ursprungligen den västligaste delen av kvarteret Sperlingens backe. När Sturegatan och Biblioteksgatan drogs fram här under 1800-talets slut avsnördes två områden från Sperlingens backe. Gaturegleringen var ett resultat av Lindhagenplanen från 1866. Stadsplanen fastställdes 1879. Nya alléer skulle bringa ljus och luft i Stockholms trånga kvarter men samtidigt skapades även en del kvarter med märkliga former, som exempelvis Landbyska verket vilket liknar en kil med spetsen åt söder. Marken består av lera och var sank, här flöt tidigare Rännilen förbi från det närbelägna Träsket. Bebyggelsen är därför grundlagd på ett stort antal träpålar. 
I början av 1920-talet bytte Sperlingens backes båda västligaste delar namn till Ladugårdsgrinden respektive Landbyska verket. Namnet härrör från bryggaren Christian Landby (1784–1823) som i början av 1800-talet bedrev sin bryggerirörelse, kallad Landbyska verken, på en tomt på nuvarande Engelbrektsplan. Den numera försvunna Bryggare gränden som gick rakt över dagens Engelbrektsplan påminde om verksamheten. Bebyggelsen bestod av enkla träkåkar med delvis tillfällig karaktär.  Husen revs när Engelbrektsplan anlades 1894.

## Byggnader i kvarteret (urval)
Fyra av kvarterets byggnader (Birger Jarlsgatan 20, 22, 24 och 26) anses av Stadsmuseet i Stockholm representerar ”synnerligen höga kulturhistoriska värden” och är blåmärkta. Hörnhuset  Engelbrektsplan 2 / Birger Jarlsgatan 28-30 är grönmärkt av Stadsmuseet  och bedöms vara ”särskilt värdefull från historisk, kulturhistorisk, miljömässig eller konstnärlig synpunkt”.
- Landbyska verket 1 (Birger Jarlsgatan 20): Daneliuska huset, uppfört 1898-1900 efter ritningar av arkitekt Erik Josephson på uppdrag av grosshandlare Bror August Danelius. Byggnaden känns igen på sitt kraftigt markerande torn mot Stureplan och sin rikt dekorerade kalkstensfasad i tidig fransk renässansstil. Blåmärkt av Stadsmuseet.[2]

- Landbyska verket 10 (Birger Jarlsgatan 22): uppfört 1897–1900 efter ritningar av arkitekt Sam Kjellberg för Lars Östlihn som även byggde huset som ursprungligen sträckte sig genom kvarteret till Biblioteksgatan 25 (nybyggd 1981). Mellan 1900 och 1918 ägdes fastigheten av Eric von Rosen. Fasaden är klädd i röd Orsasandsten. Blåmärkt av Stadsmuseet.[3]

- Landbyska verket 4 (hus nr 2) (Birger Jarlsgatan 24): uppfört 1897–1899 efter ritningar av arkitekt Sam Kjellberg för Oscar Herrström, som även byggde huset vilket ursprungligen sträckte sig genom kvarteret till Biblioteksgatan 27 (nybyggd 1981). Fasaden består av vit, huggen Ekebergsmarmor. I bottenvåningen låg Arvid Nordquists delikatessaffär mellan 1927 och 1968. Företaget var även fastighetsägare under den tiden. Mellan 1968 och 2002 var Stockholms stad fastighetsägare. Idag inryms bland annat The Sparrow Hotel i huset. Blåmärkt av Stadsmuseet.[4]

- Landbyska verket 4 (hus nr 1) (Birger Jarlsgatan 26): uppfört 1897–1899 efter ritningar av arkitekt Erik Boström som även var byggherre. Fasaden är klädd av ljus kalksten. 1921 övergick fastigheten i Allmänna Pensionsförsäkringsbolagets ägo och 1968 blev Stockholms stad ägare. Blåmärkt av Stadsmuseet.[5]

- Landbyska verket 8 (Engelbrektsplan 2, Birger Jarlsgatan 28–30): uppfört 1914–1915 efter ritningar av arkitektkontoret Hagström & Ekman, som huvudkontor för Stockholm-Roslagens Järnvägar. I bottenvåningen låg Sture-Teatern mellan 1915 och 2001. Grönmärkt av Stadsmuseet.[6]

- Landbyska verket 8 (Humlegårdsgatan 27, Biblioteksgatan 29): uppförd 1980–1981 efter ritningar av VBB. Fasaden är klädd med ljusbeige färgade sandstensplattor. Ingen märkning av Stadsmuseet. Fastigheterna Landbyska verket 8 och 9 förvärvades i december 2019 av Humlegården Fastigheter från Midroc Properties för en okänd miljardsumma.[7]

## Nutida bilder

Fasader
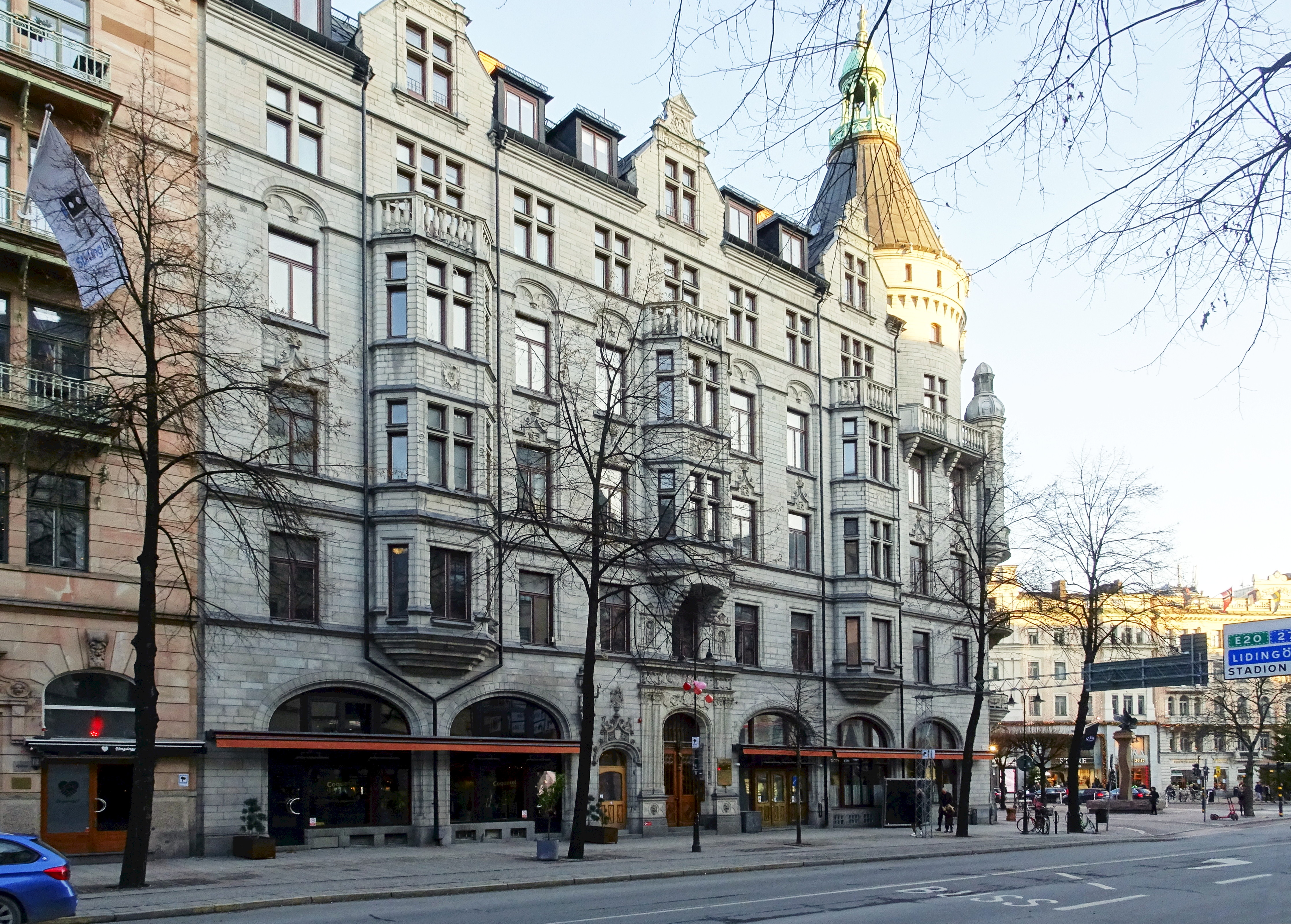
Landbyska verket 1 Birger Jarlsgatan 20 Daneliuska huset.
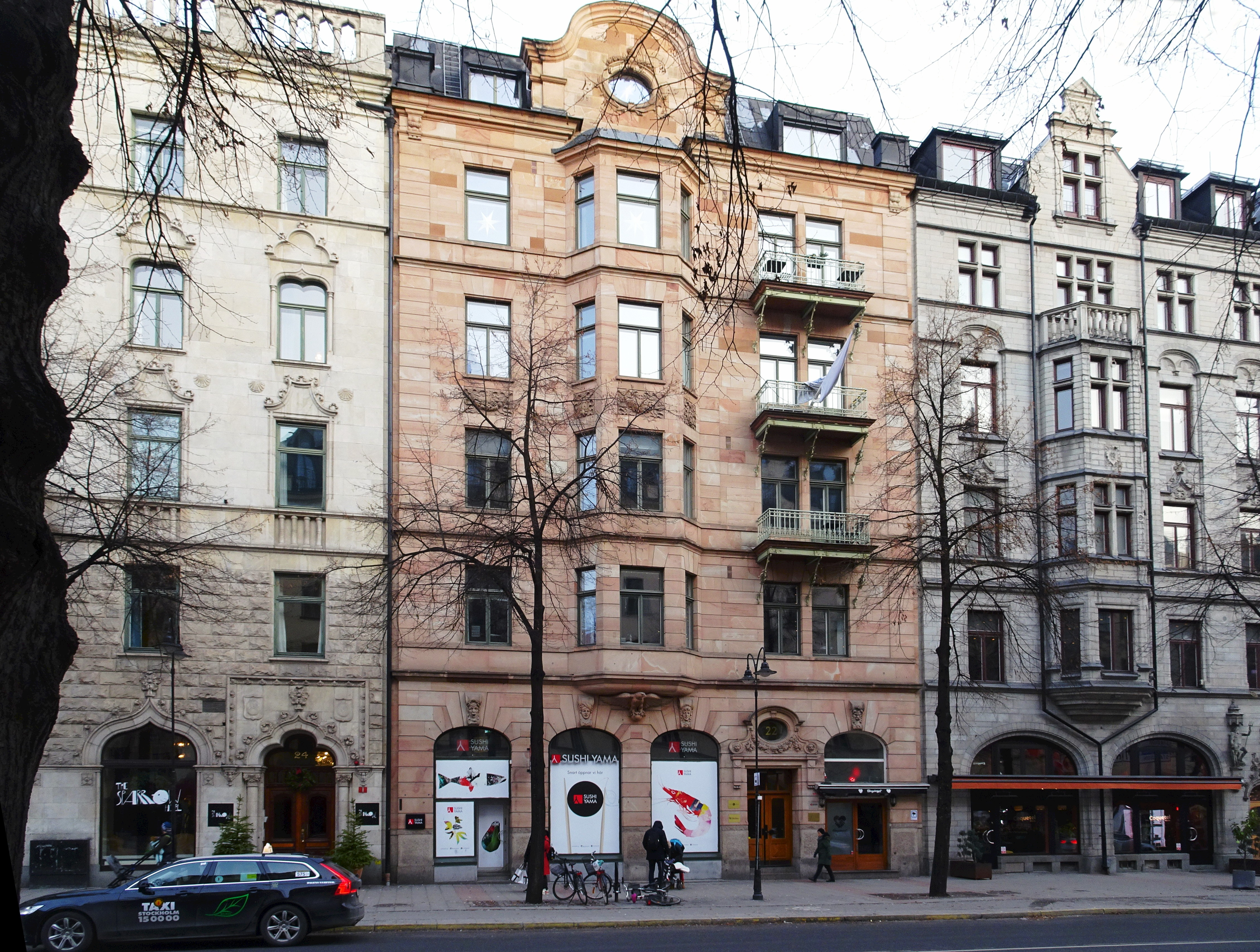
Landbyska verket 10 Birger Jarlsgatan 22.
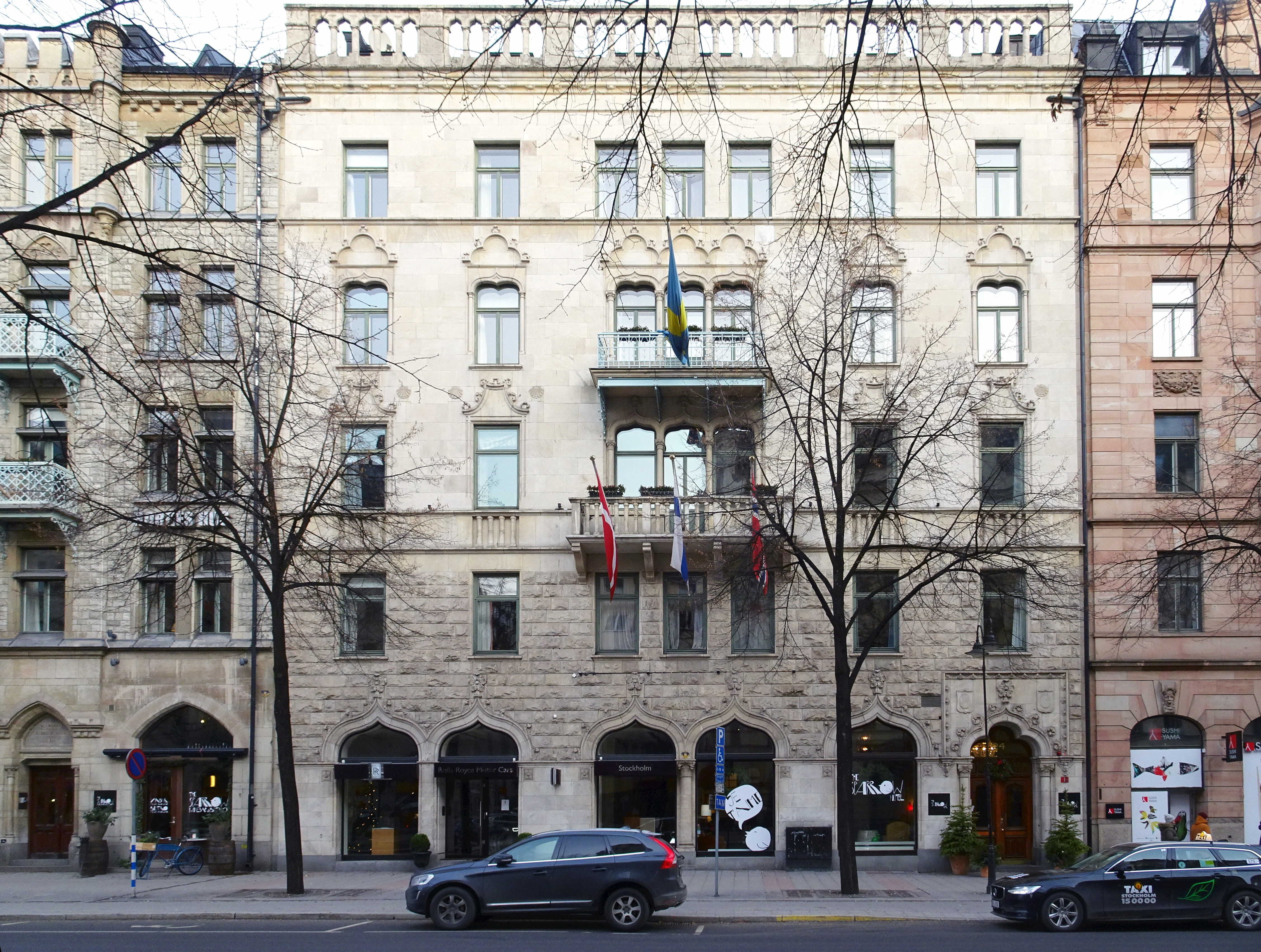
Landbyska verket 4, södra delen Birger Jarlsgatan 24 The Sparrow Hotel.
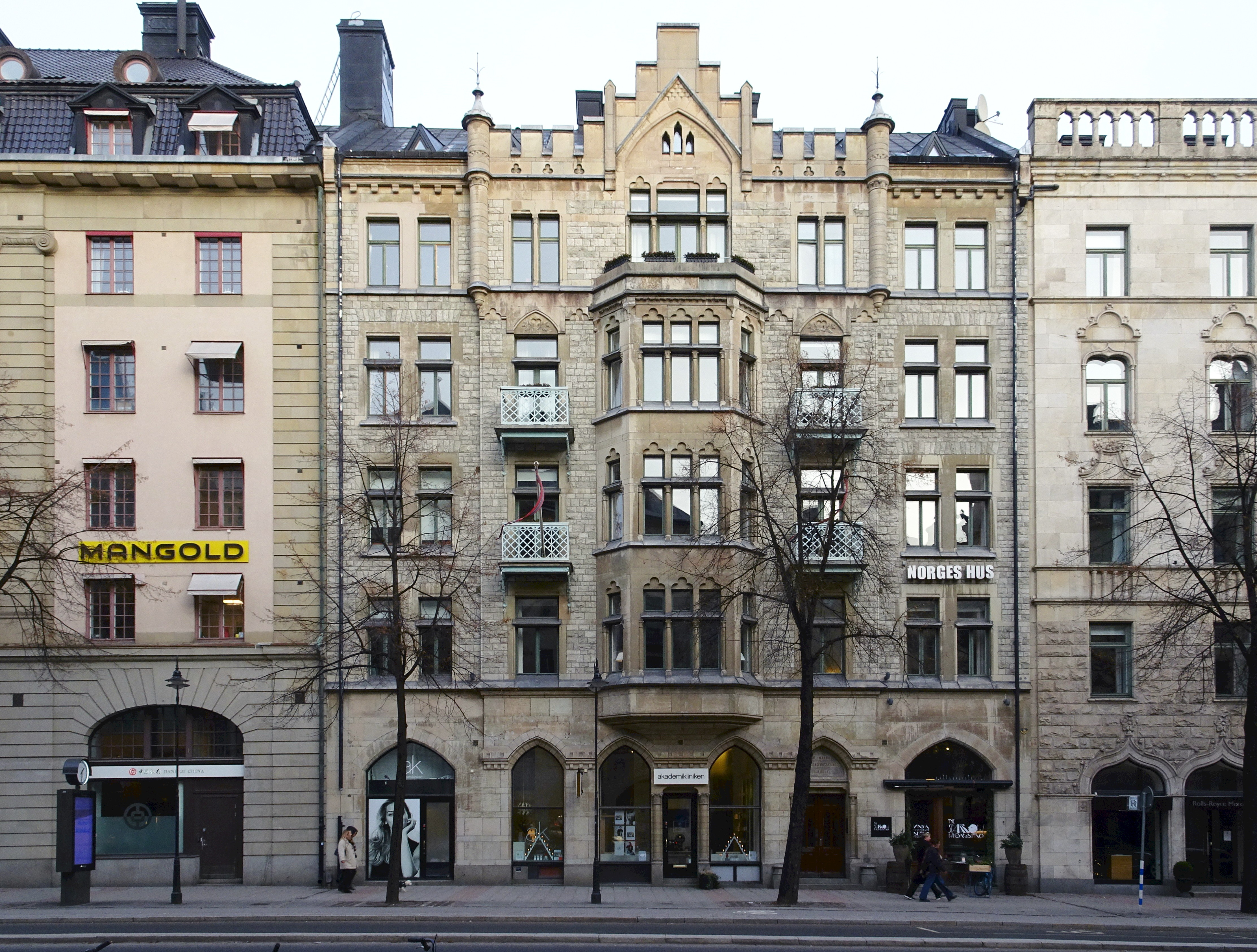
Landbyska verket 4, norra delen Birger Jarlsgatan 26.
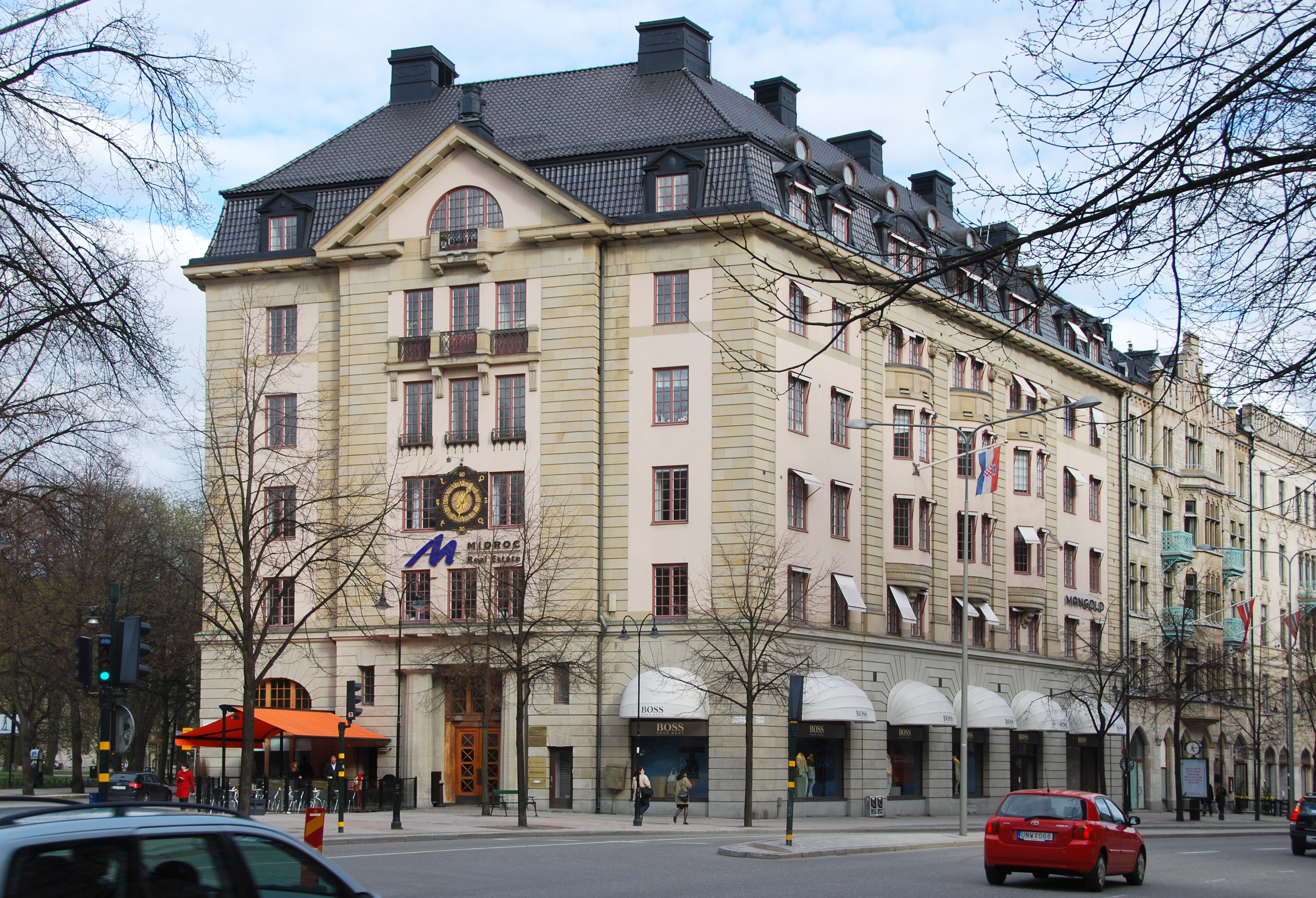
Landbyska verket 8 Birger Jarlsgatan 30–28.

Detaljer
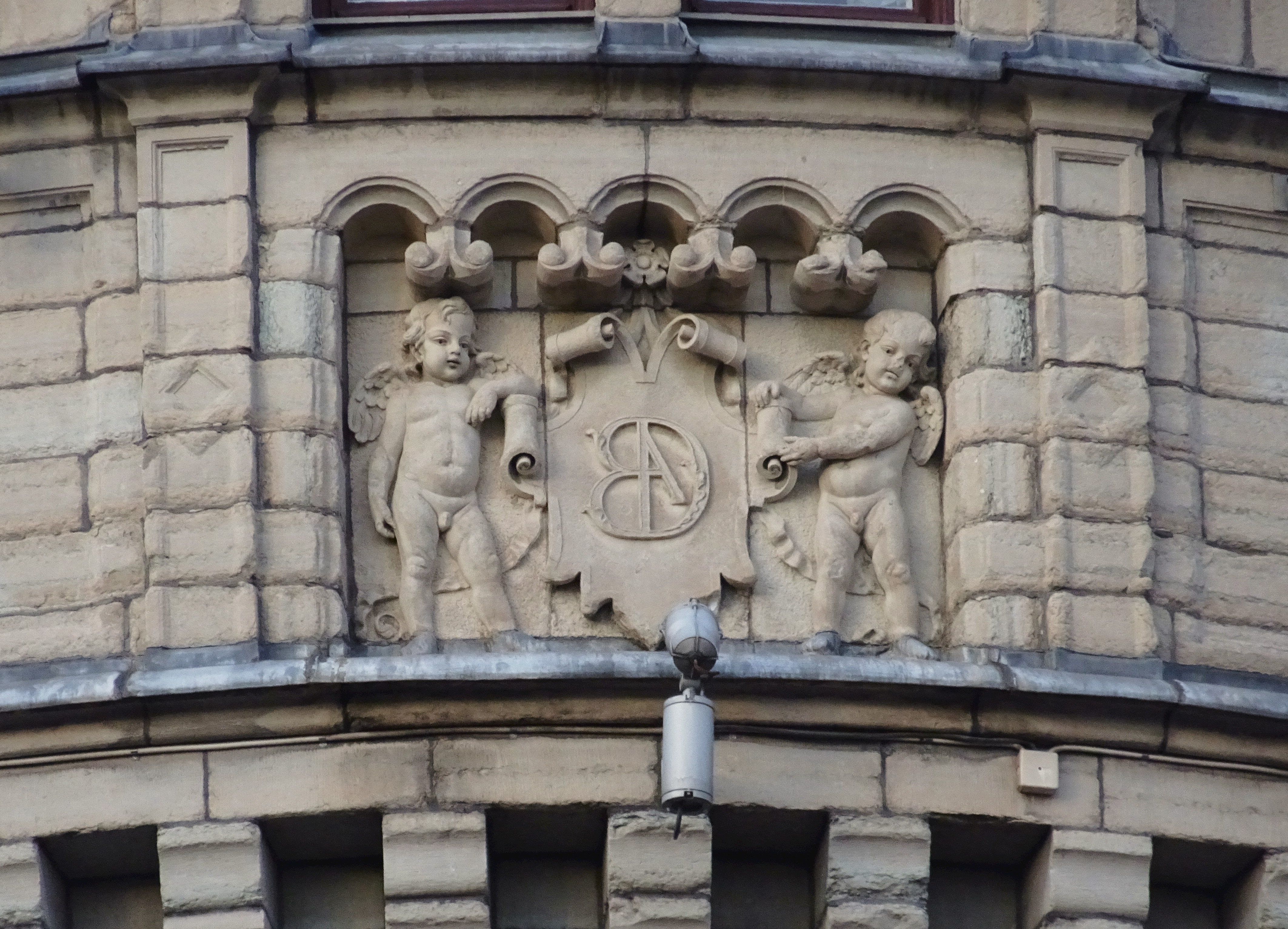
Birger Jarlsgatan 20 (tornet mot Stureplan) B.A. Danelius namnchiffer.
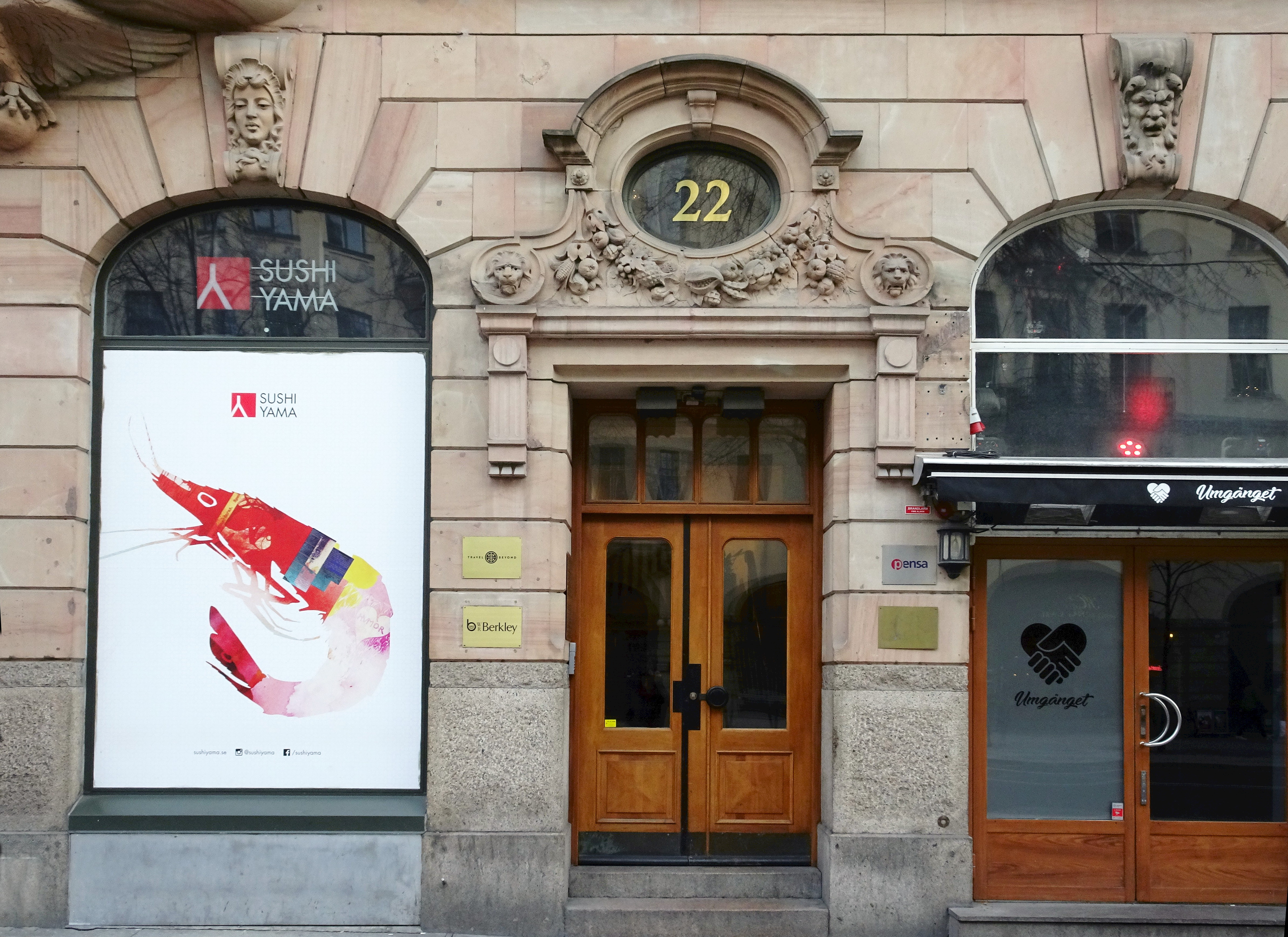
Birger Jarlsgatan 22 Portal.
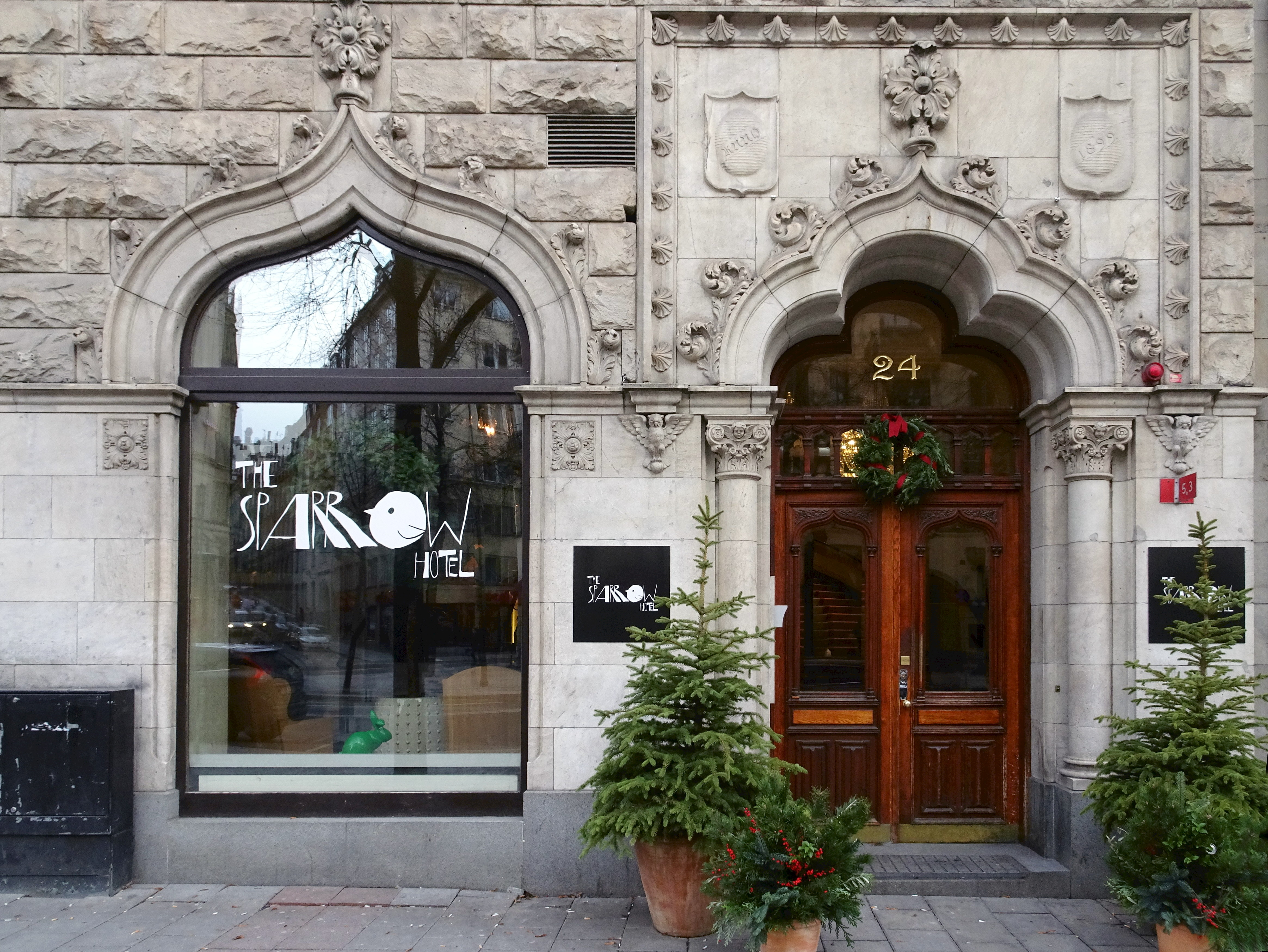
Birger Jarlsgatan 24 Portal.
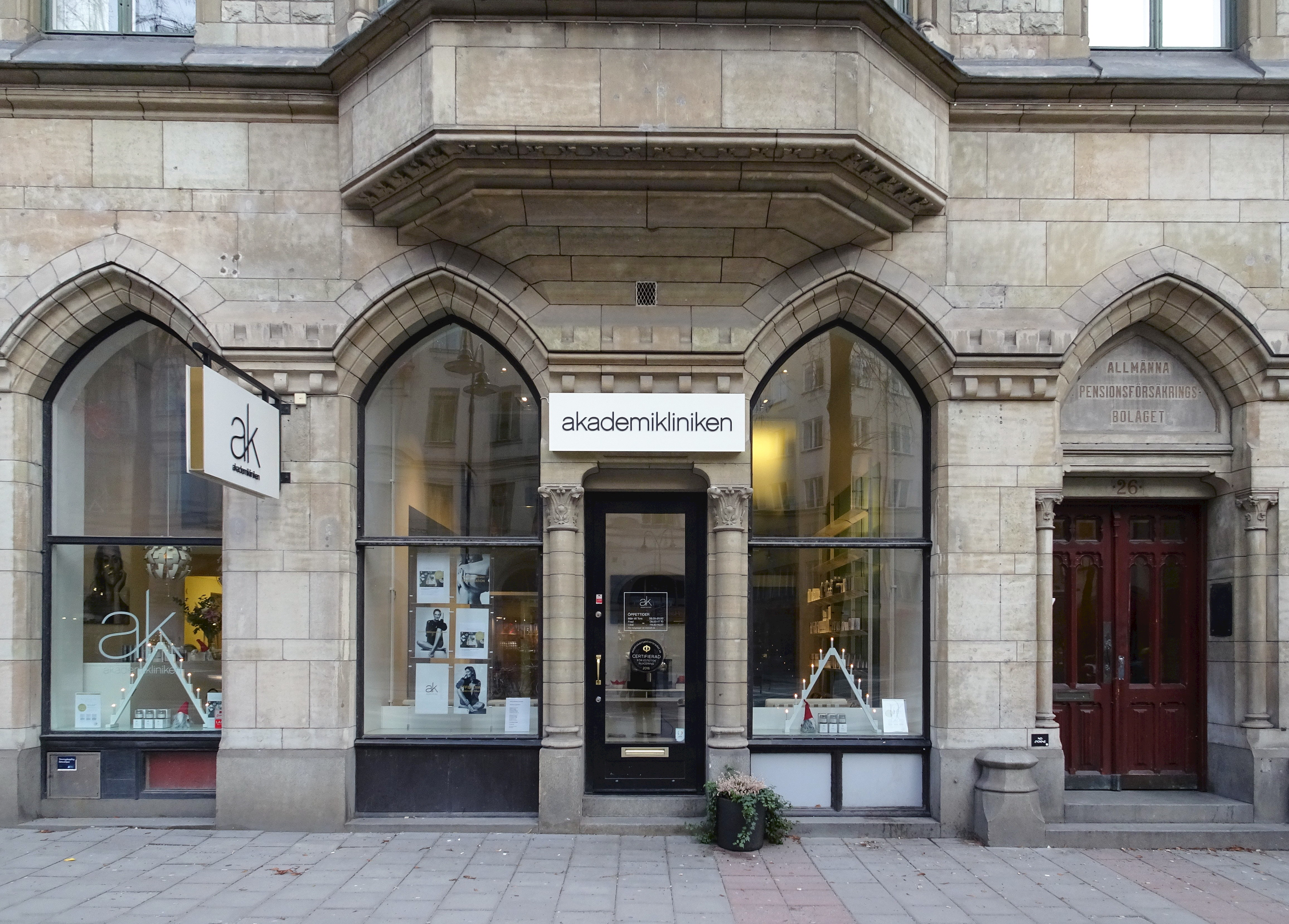
Birger Jarlsgatan 26 Portal.
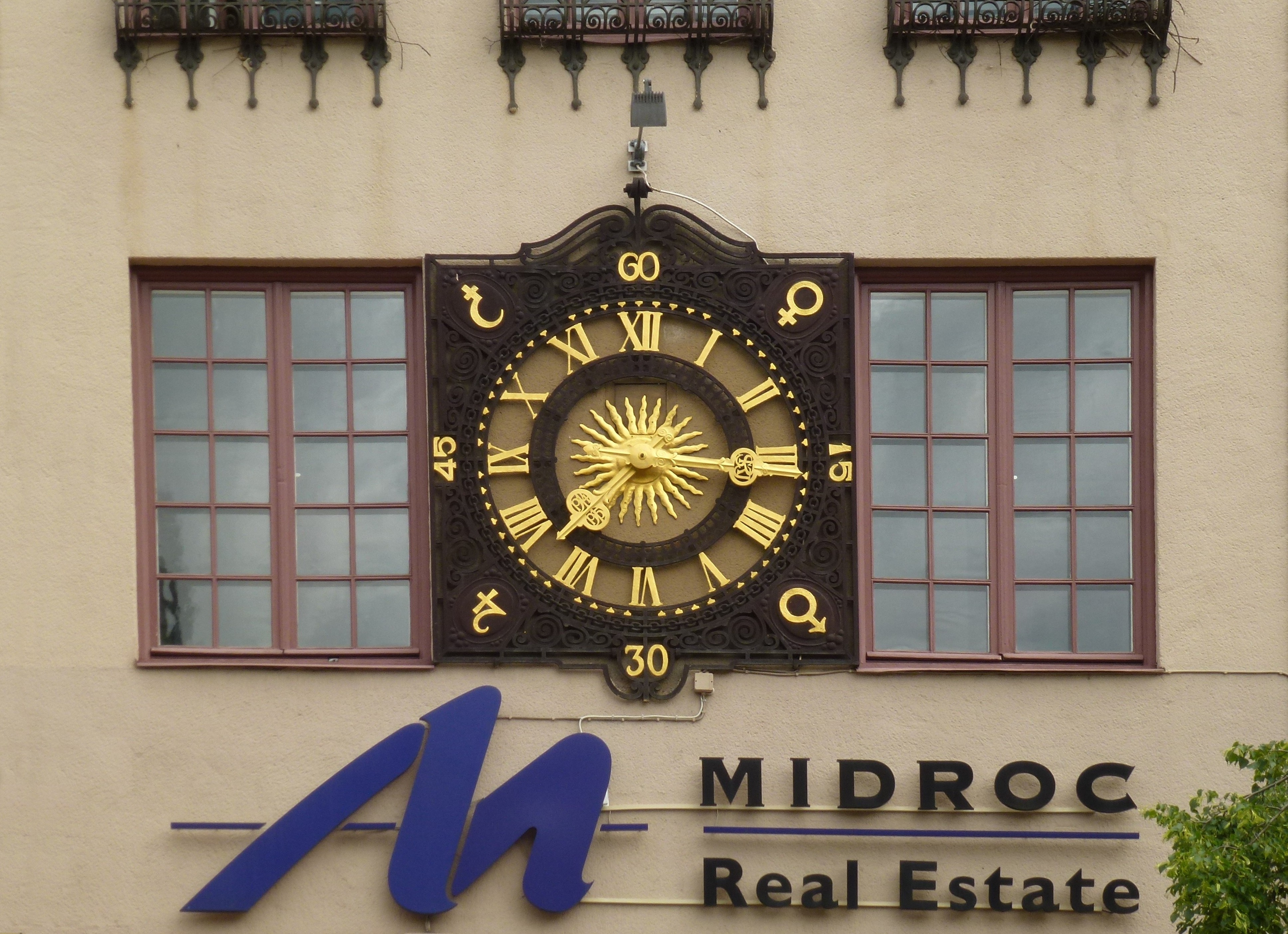
Birger Jarlsgatan 30–28 Stockholm–Roslagens Järnvägars stationsur.